# Consejería de Hacienda y Administración Pública de la Junta de Extremadura
La Consejería de Hacienda y Administración Pública es una consejería que forma parte de la Junta de Extremadura. Su actual consejera y máximo responsable es Elena Manzano Silva. 

## Competencias
- Hacienda e ingresos públicos
- Intervención General
- Presupuestos, tesorería y política financiera
- Patrimonio
- Financiación autonómica y fondos europeos
- Función pública y recursos humanos
- Inspección de servicios, transparencia y participación ciudadana
- Evaluación políticas públicas y calidad de los servicios
- Radiodifusión y televisión

## Estructura Orgánica
- Consejera: Elena Manzano Silva
  - Secretaría General: María Inmaculada Núñez Arroyo
  - Intervención General: José Julián Boyero Corchado
  - Secretaría General de Presupuestos y Financiación: Luis Alfonso Hernández Carrón
    - Dirección General de Tributos: Fátima Pablos Mateos
    - Dirección General de Financiación Autonómica y Fondos Europeos: Rosa María Ramos Cotrina

  - Dirección General de Función Pública: Domingo Jesús Expósito Rubio

## Organismos adscritos
- Empresa Pública GPEX

## Consejeros
| Legislatura      | Inicio                                          | Fin                                             | Titular                                         | Partido                                         |
| ---------------- | ----------------------------------------------- | ----------------------------------------------- | ----------------------------------------------- | ----------------------------------------------- |
| I (1983-1987)    | Consejería de Economía y Hacienda               | Consejería de Economía y Hacienda               | Consejería de Economía y Hacienda               | Consejería de Economía y Hacienda               |
| I (1983-1987)    | 7 de marzo de 1983                              | 18 de julio de 1987                             | José Antonio Jiménez García                     | PSOE-E                                          |
| II (1987-1991)   | 21 de julio de 1987                             | 4 de julio de 1989                              | José Antonio Jiménez García                     | PSOE-E                                          |
| II (1987-1991)   | 4 de julio de 1989                              | 5 de julio de 1991                              | Ramón Ropero Mancera                            | PSOE-E                                          |
| III (1991-1995)  | 5 de julio de 1991                              | 20 de abril de 1993                             | Ramón Ropero Mancera                            | PSOE-E                                          |
| III (1991-1995)  | 20 de abril de 1993                             | 18 de julio de 1995                             | Manuel Amigo                                    | PSOE-E                                          |
| IV (1995-1999)   | Consejería de Economía, Industria y Hacienda    | Consejería de Economía, Industria y Hacienda    | Consejería de Economía, Industria y Hacienda    | Consejería de Economía, Industria y Hacienda    |
| IV (1995-1999)   | 21 de julio de 1995                             | 19 de julio de 1999                             | Manuel Amigo Mateos                             | PSOE-E                                          |
| V (1999-2003)    | Consejería de Suprimida                         | Consejería de Suprimida                         | Consejería de Suprimida                         | Consejería de Suprimida                         |
| VI (2003-2007)   | Consejería de Hacienda y Presupuestos           | Consejería de Hacienda y Presupuestos           | Consejería de Hacienda y Presupuestos           | Consejería de Hacienda y Presupuestos           |
| VI (2003-2007)   | 27 de junio de 2003                             | 29 de junio de 2007                             | José Martín Martín                              | PSOE-E                                          |
| VII (2007-2011)  | Consejería de Administración Pública y Hacienda | Consejería de Administración Pública y Hacienda | Consejería de Administración Pública y Hacienda | Consejería de Administración Pública y Hacienda |
| VII (2007-2011)  | 2 de julio de 2007                              | 9 de julio de 2011                              | Ángel Franco Rubio                              | PSOE-E                                          |
| VIII (2011-2015) | Consejería de Hacienda y Administración Pública | Consejería de Hacienda y Administración Pública | Consejería de Hacienda y Administración Pública | Consejería de Hacienda y Administración Pública |
| VIII (2011-2015) | 7 de julio de 2011                              | 4 de julio de 2015                              | Clemente Checa González                         | PP-E                                            |
| IX (2015-2019)   | 6 de julio de 2015                              | 1 de julio de 2019                              | Pilar Blanco-Morales Limones                    | PSOE-E                                          |
| X (2019-2023)    | 1 de julio de 2019                              | 17 de julio de 2023                             | Pilar Blanco-Morales Limones                    | PSOE-E                                          |
| XI (2023-)       | 20 de julio de 2023                             | En el Cargo                                     | Elena Manzano Silva                             | PP-E                                            |